# Aphelandra macrostachya
Aphelandra macrostachya é uma espécie de plantas com flores. Foi descrito pela primeira vez por Christian Gottfried Daniel Nees von Esenbeck. Aphelandra macrostachya pertence ao gênero Aphelandra e à família Acanthaceae.
Este tipo de planta pode ser encontrado em:
- norte do Brasil
  - Amazonas
- Equador
- Colômbia
  - Amazonas
  - Departamento de Guaviaré
  - Departamento de Vaupés
- Bolívia

Não há tipos listados como este.